# 日産・エキスパート
エキスパート（Expert ）は、かつて日産車体が製造、日産自動車が販売した、4ナンバーサイズ（小型貨物自動車登録）のライトバンである。

## 歴史
1999年6月
従来のアベニールカーゴ（W10型）から独立する形で登場。生産終了となったVY30型セドリック/グロリアバンの後継車も兼ねる。W10型同様、基本設計はアベニールと同一。最大積載量は500kg（4WD車の最大積載量は400kg）。トランスミッションは、2WD、4WDそれぞれに4速ATが組合わされる。5速MTはディーゼルの2WDのみ。
2001年3月末
日産車体京都工場での生産を終了。生産を日産車体湘南工場に移管。
2002年8月
マイナーチェンジ。車名ロゴをNE-01書体に変更。グリルの意匠やインパネイルミ色等を一部変更。
2004年12月
ディーゼル車廃止。
2005年11月
一部改良。ヘッドライトにマニュアルレベライザー機能とフロントフェンダーにターンシグナルランプを設定し、灯火器保安基準に適合させた。
2008年12月
ADエキスパートへの統合により販売終了。これにより、日本国内から最大積載量500kgのライトバンが消滅した。

## 車名の由来
「エキスパート」は、英語で「熟練者」、「達人」を意味する。